# District Koertsjalojevski
Het district Koertsjalojevski (Russisch: Курчалоевский район; [Koertsjalojevski rajon] Tsjetsjeens: Курчал-Эвлан кIошт, Kurçal-Yevlan khoşt) of district Koertsjaloj is een district (rajon) in het oosten van de Russische autonome republiek Tsjetsjenië. Het district had 101.625 inwoners bij de Russische volkstelling van 2002. In 2004 woonden er volgens de officiële gegevens van de districtautoriteiten 101.842 mensen, waaronder 28.928 kinderen (0-17 jaar) en 33.691 vrouwen in de reproductieve leeftijd. Het bestuurlijk centrum is het dorp Koertsjaloj.
Het district is het thuisland van de Aleroj tejp, met haar thuisbasis in het dorp Alleroj. In het district werden onder andere de vermoorde Tsjetsjeense president van de opstandbeweging Aslan Maschadov en de voormalige minister van Binnenlandse Veiligheid Toerpan-Ali Atgeriejev.
Het district heeft een centraal districtsziekenhuis in Koertsjaloj en twee districtziekenhuizen in de dorpen Tsotsin-Joert en Aleroj.